# NSB Skd 224
Die Schienentraktoren der Baureihe Skd 224 wurden ab 1978/79 von Norges Statsbaner (deutsch Norwegische Staatsbahnen) in Norwegen eingesetzt. Die von Gmeinder in Deutschland hergestellten Kleinlokomotiven wurden für kleinere Transportaufgaben und zum Rangieren auf Anschlussbahnen und in den Bahnhöfen verwendet.

## Geschichte
Der Skd 224 ist eine Rangierlok, die 1978/1979 von der deutschen Lokomotivenfabrik Gmeinder in elf Exemplaren für NSB gebaut wurde. Es war die leistungsstärkste Kleinlokomotive, die jemals bei den NSB im Einsatz war. Alle Lokomotiven wurden 1979 in den Betriebsdienst übernommen.
Die Baureihe verfügt über hydraulische Kraftübertragung und hat sowohl Scheibenbremsen als auch Klotzbremsen. Bei der Bestellung legten NSB besonderen Wert auf die Geräuschreduzierung sowie auf eine logische Einrichtung des Führerstandes. Im Führerstand wurden Fenster aus verstärktem Glas sowie eine elektrische Heizung eingebaut, außerdem wurden Kühlschrank, Kochplatte und Spüle installiert.
Die Lokomotiven sind vielseitig einsetzbar, mehrere Lokomotiven können zusammen in Mehrfachtraktion gefahren werden, jedoch nur mit Lokomotiven des gleichen Typs. Bei der Konstruktion der Lokomotive wurde Platz für die Nachrüstung einer Funkfernsteuerung vorgesehen. Diese wurde jedoch nicht eingebaut.

## NSB Gods Skd 224
Mit der 1996 erfolgten Aufspaltung von NSB in Norges Statsbaner BA und Jernbaneverket wurde die Güterverkehrssparte NSB Gods gebildet. Alle elf Lokomotiven wurden der Güterverkehrssparte zugeordnet.

## CargoNet Skd 224
Am 1. Januar 2002 wurden 45 % der Anteile an NSB Gods von der schwedischen Green Cargo übernommen, die seither gemeinsam das neue Unternehmen CargoNet bilden. Alle Lokomotiven wurden auf das neue Unternehmen CargoNet übertragen, das seit 2010 wieder vollständig im Besitz von NSB ist.

## RC Skd 224
Am 1. Juni 2013 gab CargoNet die Rangieraufgaben in den Containerterminals an die eigene Tochtergesellschaft RailCombi ab, die diese eigenverantwortlich durchführt. Dafür wurden die Lokomotiven 213, 215–218 und 222 an RailCombi überstellt. Davon waren Ende 2018 noch vier Lokomotiven in Betrieb.

## JBV Skd 224 / Bane NOR Skd 224
Die beiden Lokomotiven Skd 224 214 und 224 220 wurden im Oktober 2003 von Jernbaneverket übernommen. Sie erhielten 2008 die Betriebsnummern SKD 214A und SKD 220A. Seit dem 1. Januar 2017 gehören die beiden Fahrzeuge Bane NOR. Sie werden fallweise von der Norsk jernbaneskole in Oslo eingesetzt.

## Ausmusterungen
- Skd 224 219 wurde 2001 sowie Skd 224 221 und 223 wurden 2003 bei CargoNet ausgemustert
- Skd 224 213 und 215 wurden 2017 bei RailCombi ausgemustert